# Vincent Edwards (basket-ball)
Vincent Edwards, né le 5 avril 1996 à Middletown dans l'Ohio, est un joueur américain de basket-ball évoluant au poste d'ailier.

## Carrière universitaire
Edwards fait ses études au lycée de Middletown, en Ohio. Pour sa carrière universitaire, il rejoint les Boilermakers de Purdue plutôt que les Wolverines du Michigan.
Il se déclare candidat pour la draft 2017 de la NBA mais finalement retourne dans son université faire sa dernière année.
Lors de sa dernière année universitaire en tant que senior, Vincent Edwards inscrit 14,6 points, prend 7,4 rebonds et délivre 2,9 passes en moyenne. De plus, il tire à 39,8 % à trois points.

## Carrière professionnelle
Vincent Edwards est drafté en 2018 en 52e position par le Jazz de l'Utah. Le soir de la draft, il est envoyé avec De'Anthony Melton aux Rockets de Houston contre de l'argent. Le 5 juillet 2018, il signe son premier contrat NBA en faveur des Rockets pour une saison. Il ne joue que deux matches de saisons régulière avant d'être envoyé en G League chez les Vipers de Rio Grande Valley pour le reste de la saison. Libre à l'issue de la saison, il quitte les Rockets.
Le 19 octobre 2019, il s'engage avec le Thunder d'Oklahoma City mais il est immédiatement assigné au Blue d'Oklahoma City, l'équipe de G League associée au Thunder. Le 16 février 2020, il est échangé avec Tyler Cook et rejoint le Charge de Canton pour le reste de la saison. Ses droits changent donc et passent aux Cavaliers de Cleveland.
Le 27 novembre 2020, il signe un contrat d'un an avec un salaire minimum avec les Kings de Sacramento et rejoint le camp d'entraînement. Le 17 décembre, il est officiellement annoncé dans le roster des Kings. Il est coupé par la franchise le 19 décembre 2020 mais obtient un bonus de 50000 dollars s'il joue pour les Kings de Stockton (équipe de G-League affiliée aux Kings de Sacramento).
Le 11 janvier 2021, il est drafté en 13e position lors de la draft G-League par le Blue d'Oklahoma City. Il est annoncé dans le roster pour la saison 2021 de G-League le 28 janvier 2021.
Le 15 octobre 2021, il signe avec les Timberwolves du Minnesota mais il est coupé le jour suivant. Le 26 octobre, il s'engage avec les Wolves de l'Iowa en G League pour leur camp d'entrainement. Il effectue toute la saison 2021-2022 avec les Wolves en G-League. En juin 2022, à l'issue de la saison de G-League, il s'engage en République dominicaine avec les Titanes del Licey (en) avec qui il ne dispute que 4 matchs.
Il participe à la NBA Summer League 2022 avec le roster des Knicks de New York.
En juillet 2022, Edwards rejoint le BCM Gravelines-Dunkerque, club français de première division.
Le 9 août 2023, il s'engage dans le championnat israélien pour la saison 2023-2024 avec l'équipe de l'Ironi Ness Ziona (en).

## Clubs successifs
- 2014-2018 :  Boilermakers de Purdue (NCAA)
- 2018-2019 :  Rockets de Houston (NBA)
- 2018-2019 :  Vipers de Rio Grande Valley (G League)
- 2019-2020 :  Blue d'Oklahoma City (G League)
- 2020 :  Charge de Canton (G League)
- 2021 :  Blue d'Oklahoma City (G League)
- 2021-2022 :  Wolves de l'Iowa (G League)
- 2022-2023 :  BCM Gravelines-Dunkerque (BetClic Élite)
- depuis 2023 :  Ironi Ness Ziona (Ligat Winner)

## Statistiques

### En NBA
Les statistiques en saison régulière de la NBA de Vincent Edwards sont les suivantes :
| Saison    | Équipe  | Matchs | Titul. | Min./m | % Tir | % 3pts | % LF | Rbds/m. | Pass/m. | Int/m. | Ctr/m. | Pts/m. |
| --------- | ------- | ------ | ------ | ------ | ----- | ------ | ---- | ------- | ------- | ------ | ------ | ------ |
| 2018-2019 | Houston | 2      | 0      | 8,0    | 25,0  | 25,0   | 0,0  | 1,0     | 0,0     | 0,0    | 0,0    | 1,5    |
| Total     |         | 2      | 0      | 8,0    | 25,0  | 25,0   | 0,0  | 1,0     | 0,0     | 0,0    | 0,0    | 1,5    |

Dernière mise à jour le 16 septembre 2020

### En NBA Gatorade League
Les statistiques en saison régulière de la NBA Gatorade League de Vincent Edwards sont les suivantes :
| Saison    | Équipe            | Matchs | Titul. | Min./m | % Tir | % 3pts | % LF | Rbds/m. | Pass/m. | Int/m. | Ctr/m. | Pts/m. |
| --------- | ----------------- | ------ | ------ | ------ | ----- | ------ | ---- | ------- | ------- | ------ | ------ | ------ |
| 2018-2019 | Rio Grande Valley | 31     | 30     | 30,6   | 38,0  | 31,6   | 60,7 | 5,2     | 2,1     | 0,7    | 0,5    | 9,7    |
| 2019-2020 | Oklahoma City     | 29     | 13     | 25,9   | 47,9  | 40,9   | 70,8 | 5,4     | 1,8     | 0,7    | 0,3    | 11,0   |
| 2020      | Canton            | 9      | 0      | 14,4   | 33,3  | 19,2   | 0,0  | 2,4     | 0,9     | 0,3    | 0,0    | 3,4    |
| 2021      | Oklahoma City     | 11     | 0      | 17,1   | 38,2  | 32,7   | 80,0 | 2,6     | 0,8     | 0,5    | 0,1    | 7,4    |
| 2021-2022 | Iowa              | 28     | 28     | 33,9   | 42,6  | 32,7   | 87,8 | 6,5     | 2,8     | 0,6    | 0,4    | 14,8   |
| Total     |                   | 108    | 71     | 27,5   | 41,8  | 33,9   | 75,5 | 5,1     | 2,0     | 0,6    | 0,3    | 10,6   |

## Vie privée
Il est le fils de Bill Edwards, ailier des 76ers de Philadelphie et de l'ASVEL.